# Зак Рід
Зак Рід (англ. Zac Reid, 28 січня 2000) — новозеландський плавець. Учасник Чемпіонату світу з водних видів спорту 2019, де в попередніх запливах на дистанції 400 метрів вільним стилем посів 18-те місце і не потрапив до фіналу.
Учасник Олімпійських Ігор 2020 року.